# Заставе (Красноставський повіт)
Заставе (пол. Zastawie) — село в Польщі, у гміні Красничин Красноставського повіту Люблінського воєводства.
Населення — 125 осіб (2011).
У 1975-1998 роках село належало до Холмського воєводства.

## Демографія
Демографічна структура станом на 31 березня 2011 року:
|          | Загалом | Допрацездатний вік | Працездатний вік | Постпрацездатний вік |
| -------- | ------- | ------------------ | ---------------- | -------------------- |
| Чоловіки | 62      | 10                 | 39               | 13                   |
| Жінки    | 63      | 5                  | 31               | 27                   |
| Разом    | 125     | 15                 | 70               | 40                   |